# Ельмас
Ельмас (італ. Elmas, сард. Su Masu) — муніципалітет в Італії, у регіоні Сардинія,  провінція Кальярі.
Ельмас розташований на відстані близько 420 км на південний захід від Рима, 8 км на північний захід від Кальярі.
Населення — 9339 осіб (2014).
Щорічний фестиваль відбувається 20 січня. Покровитель — San Sebastiano.

## Демографія
Населення за роками:

Станом на 1 січня 2023 року в муніципалітеті офіційно проживали 292 іноземці з 43 країн, серед них 62 громадяни країн Євросоюзу та 25 громадян України.

## Сусідні муніципалітети
- Ассеміні
- Кальярі
- Сесту